# HD 31623
HD 31623，又名BD-01 762，SAO 131625、HR 1591，是一颗恒星，视星等为6.23，位于銀經200.03，銀緯-25.7，其B1900.0坐标为赤經4h 52m 12.6s，赤緯-1° -25.7′ 23″。